# Idioma blablanga
Blablanga es una lengua oceánica hablada en las Islas Salomón. Sus hablantes viven en la Isla de Santa Isabel.